# 原直子
原 直子（はら なおこ、1989年〈昭和64年〉1月5日 - ）は、日本の女性タレント、女優。福岡県福岡市出身。福岡大学理学部卒業。Uniiique所属。ガールズ・エンターテイメント・ユニット「トキヲイキル」のメンバー、および元「LinQ」の創設メンバー。

## 略歴
2011年 - 九州・福岡県を拠点とするアイドルグループ運営プロジェクト主催のオーディションに合格。女性アイドルグループ「LinQ」が発足し、4月から創設メンバーとして活動する。 以降、タレント活動も並行して行う。
2017年 - 6月、所属するLinQが自社の新構想「IQ(アイドル九州)プロジェクト」発足の改革によリ一旦解体され、8月の卒業公演をもって自身は降板。そして同時に発足したエンターテイメント・ユニット「トキヲイキル」に異動し、舞台を中心に活動。個人では、事務所のエンターテイメント事業部「IQプロジェクト」に籍を置く。
2022年 - 9月、新設した芸能事業部「Uniiique」（ユニーク）に社内移籍。

## 経歴・人物
希少（7日間のみ）である昭和64年生まれ。愛称は「はらちゃん」。
趣味は、一人旅、神社巡り、ショッピング。特技は、書道、早起きなど。敬愛する有名人は、木村佳乃など。
福岡大学の理学部出身で、大気物理学を専攻し微粒子の研究をしていた。
2017年7月5日アサデス。KBCの取材で朝倉市を訪れていた際、豪雨災害に見舞われロケは中止。局からの指示で大雨のレポートに変更を余儀なくされる。これが全国放送の映像にも使用され、現役アイドルが大雨被害の第一報を告げることとなった。

## 出演番組

### テレビ
- 第21回KBC水と緑のキャンペーン特別番組（KBC九州朝日放送、2017年8月）
- LinQあい（TVQ九州放送、2017年1月 - 2017年8月）
- LinQのお助けちゃんねる（スカパー：アイドル専門チャンネルPigoo、2016年11月 - 2017年8月）
- 福岡県庁知らせた課（RKB毎日放送、2015年4月 - 2017年8月）
- ディスカバLinQ～マリンメッセへの道～（RKB毎日放送、2015年4月 - 2015年12月）
- ホラーアニメ「こわぼん」（KBC九州朝日放送、2015年10月 - 2015年12月）
- 起Doクリエイターズ（RKB毎日放送、2014年11月）
- マニアマニエラ年末スペシャル（TNCテレビ西日本、2013年12月）
- ロボロボ王国日本2013・2014・2015（KBC九州朝日放送、2013年2月・2014年2月・2015年2月）
- ロンプク☆淳（KBC九州朝日放送、2016年4月 - 2021年3月）
- 津田大介日本にプラス（テレビ朝日CS、2017年8月）
- アサデス。KBC（月・火・水芸能コーナーレギュラー出演→月・火・水ニュース担当出演(KBC九州朝日放送、2013年4月 - ）

### ラジオ
- アサデス。ラジオ （第2期）（2022年3月31日から木曜日パートナー6:30 - 12:00、KBCラジオ）
- LinQUP!!（KBC九州朝日放送、2015年10月 - 2017年9月）
- FMKパンゲア！（FM熊本、2015年9月）
- ここ?らじ（NBCラジオ佐賀、2015年4月 - 2016年3月）
- ひげドクターと原ちゃんのチョイ悪クリニック（NBCラジオ佐賀、2018年11月28日 - ）
- ただいま、ラジオ。（NBCラジオ佐賀、2020年4月3日 - 2021年9月）
- あさかラ（NBCラジオ佐賀/長崎、2021年10月 - 2023年3月）

### Webテレビ
- LinQLinK レギュラー出演(テレ朝動画、2012年9月～2013年10月)

### 舞台
- トキヲイキル
  - 旗揚げ公演『小さなカフェの片隅から』（2017年10月、福岡ぽんプラザホール）
  - 第2回本公演『燈火の中、貴方を想ふ』（2017年12月6日 - 10日 東京・劇場HOPE、2018年4月11日 - 15日 福岡ぽんプラザホール）
  - SP公演 朗読劇『バレンタイン・キューピッド』（2018年2月12日、福岡天神ベストホール）
  - 第2回SP公演 朗読劇『紫陽花』 （2018年6月16日、福岡天神ベストホール）
  - 第3回本公演 タタカッテシネ合同『瀬戸内少女ラジオ局』（2018年8月8日 - 12日、福岡ぽんプラザホール）
  - 第3回SP公演 朗読劇『オムニバス de トキイキごっこ』（2018年10月28日、福岡天神ベストホール）
  - 第4回本公演『STEP STEP STEP』（2018年12月12日 - 16日、福岡ぽんプラザホール）
  - 劇団☆ディアステージ合同公演『四月の霊』（2019年5月23日 - 26日、福岡ぽんプラザホール）
  - 第5回本公演『ハコイリムスメのすゝめ』（2019年9月11日 - 15日、福岡ぽんプラザホール）
  - 第6回本公演『エアガール!』（2019年12月11日 - 15日、福岡ぽんプラザホール）
  - アリスインプロジェクト合同公演『Alice in Deadly School 楽園』（2020年1月29日 - 2月2日、福岡ぽんプラザホール） - 竹内珠子 役
  - 第7回本公演『検温しましょ』（2020年10月14日 - 18日、福岡ぽんプラザホール）
  - 万能グローブガラパゴスダイナモス合同公演『ラバー・ソウル !』（2020年11月11日 - 15日、福岡ぽんプラザホール） - Wキャスト
  - 劇団ウルトラマンション合同公演『うらがわの事件簿』（2021年3月24日 - 28日、福岡ぽんプラザホール）
  - 岸田麻佑 完全プロデュース公演 第一弾『ほぼ、コドモ』 （2021年7月29日 - 8月1日、福岡ぽんプラザホール） - Wキャスト
  - トキヲイキルプロデュース公演『雨夜の星屑』 （2021年11月24日 - 28日、福岡ぽんプラザホール） - Wキャスト
  - きしPこくーん旗揚げ公演『冥土inシェアハウス』（2023年9月13日 - 17日、福岡ぽんプラザホール）- カスミ役

### CM・PR
- 福岡市科学館九州電力ブースコンテンツ映像(2017年10月)
- 福岡県日産グループCM(2017年8月～)
- 嘉麻市観光文化大使LiｎQとして就任(2015年11月～2017年8月)
- Amino-Value「hanks ウルトラ鬼ごっこキャンペーン」(大塚製薬)CM(2016年11月～2016年12月)
- KBCオーガスタゴルフ2016 CM(2016年8月)
- LinQ×リンガーハット「推し麺バトルちゃんぽんVS皿うどん頂上決戦」コラボキャンペーン(2015年3月～2015年5月)
- 海の中道サンシャインプールイメージキャラクター就任(2015年6月～2015年8月)
- 笑顔にLinQキャンペーン(ファミリーマート)起用(2013年6月～2013年9月)
- 竹下製菓・auコラボ企画ブラックモンブラン・ミルクックアイスクィーン決定戦イメージガール(2012年9月～2012年12月)
- 「博多とよみつひめ応援隊」就任(2012年8月～2015年7月)

### 映画
- 「みんな好いとうと♪」(2016年3月公開)

### 司会・MC
- 第7回糸島市民まつり(2017年8月)
- 行橋夏祭り こすもっぺ(2023年8月26日)